# Abarelix
L'abarelix un composto chimico di formula {\displaystyle {\ce {c72H95ClN14O14}}} che a temperatura ambiente si presenta come solido biancastro.

## Storia
L'abarelix venne approvato per uso clinico negli Stati Uniti alla fine 2003, tuttavia a causa dei numerosi casi di reazioni allergiche ne venne imposto un esteso programma di gestione del rischio e nel 2005 fu volontariamente ritirato dal mercato. Nell'Unione Europea venne inserito nell'elenco dei farmaci orfani nel 2010 per poi essere ritirato dal commercio nel 2012.

## Struttura e caratteristiche fisiche
L'abarelix è un composto polipeptidico contenente dieci residui amminoacidici naturali e non disposti in una sequenza lineare. Il composto presenta 13 donatori e 16 accettori di legami ad idrogeno. L'area superficiale libera è pari a 425Å² e la massa monoisotopica è pari a 1.414,6840715 g/mol. Presenta 101 atomi pesanti e nessun elemento stereogenico.

## Sintesi
Il composto è dapprima sintetizzato in un complesso di acetato/acqua, successivamente convertito in un complesso carbossimentilcellulosa/acqua.

## Biochimica
Si tratta di un antagonista sintetico dell'ormone di rilascio delle gonadotropine (GnRH).

## Farmacologia e tossicologia

### Farmacocinetica
Il farmaco viene somministrato attraverso iniezione intramuscolo. A seguito di una somministrazione di 100mg di farmaco si ottiene:
- una concentrazione plasmatica massima (Cmax) pari a 43,4 ng/mL dopo 3 giorni dalla somministrazione
- un'area under the curve (AUC) di 500 ng*h/mL
- un volume di distribuzione apparente pari a 4040 ± 1607 l
- un'emivita pari a 13,2 ore
- una frazione libera dell'1%

Il volume di distribuzione dimostra come il composto venga ampiamente distribuito nell'organismo. Studi in vitro e in vivo dimostrano che il composto viene idrolizzato e non vi sono evidenze della partecipazione del citocromo P450. Un 13% circa di abarelix non metabolizzato è stato rinvenuto nelle urine dei pazienti dopo l'iniezione con una clearance renale pari a circa 10 mL/min. Viene inoltre riportata una riduzione dell'efficacia del farmaco in terapie prolungate.

### Effetti del composto e usi clinici
Si lega direttamente e competitivamente al recettore del GnRH nella ghiandola pituitaria anteriore, inibendo la secrezione e il rilascio dell'ormone luteinizzante (LH) e dell'ormone follicolo-stimolante (FSH). Negli uomini l'inibizione dell'LH previene il rilascio di testosterone e diidrotestosterone con conseguente sollievo dei sintomi associati all'ipertrofia prostatica e al carcinoma della prostata.
Il composto è controindicato in pazienti allergici ai costituenti del farmaco, è sconsigliato alle donne in gravidanza, ovvero in età pediatrica.

### Tossicità
Non è stata determinata la massima dose tollerabile e non sono stati riportati casi di overdose.

### Controindicazioni ed effetti collaterali
Tra gli effetti collaterali del composto troviamo:
- riduzione del desiderio sessuale
- urticaria
- prurito
- ipotensione
- sincope
- allungamento dell'intervallo QT
- vampate di calore
- disturbi del sonno
- dolore alla schiena
- costipazione
- edema periferico
- cefalea
- diarrea
- disuria
- affaticamento
- nausea
- ritenzione urinaria
- aumento delle transamiinasi sieriche